# تشستمير باتزيل
تشستمير باتزيل (2 ديسمبر 1914) لاعب كرة قدم تشيكوسلوفاكي راحل كان يجيد اللعب في خط الحراسة .
لعب طوال مسيرته الرياضية في أندية تيبليتزر (1932-1942) أوفينباخ كيكرز الألماني (1942-1948).
مثل منتخب تشيكوسلوفاكيا 4 مباريات. شارك مع منتخب تشيكوسلوفاكيا في بطولة كأس العالم 1934 في إيطاليا حيث احتل المركز الثاني.

## وصلات خارجية
- تشستمير باتزيل على موقع الاتحاد الدولي (مؤرشف)  (الإنجليزية)
- تشستمير باتزيل على موقع ناشيونال فوتبول تيمز (الإنجليزية)
- تشستمير باتزيل على موقع Soccerway.com (الإنجليزية)
- تشستمير باتزيل على موقع عالم كرة القدم.نت (الإنجليزية)
- سيرة ذاتية